# Amalou
Amalou (en àrab أملو, Amalū; en amazic ⴰⵎⴰⵍⵓ) és una comuna rural de la província de Taroudant, a la regió de Souss-Massa, al Marroc. Segons el cens de 2014 tenia una població total de 3.256 persones.